# Räätälinsaari (ö i Finland)
Räätälinsaari är en ö i Finland. Den ligger i sjön Suuri-Urpalo och i kommunen Luumäki i den ekonomiska regionen  Villmanstrands ekonomiska region  och landskapet Södra Karelen, i den södra delen av landet, 180 km nordost om huvudstaden Helsingfors. Öns area är 2,2 hektar och dess största längd är 170 meter i sydöst-nordvästlig riktning.